# ŠKODA AUTO Volkswagen India Private Limited
Škoda AUTO Volkswagen India Private Limited je indická společnost, dceřiná firma německého automobilového koncernu Volkswagen Group. Vznikla v roce 2019 sloučením tří společností ze skupiny Volkswagen, keré do té doby v Indii působily - ŠKODA AUTO India Private Limited (SAIPL), Volkswagen India Private Limited (VWIPL) a Volkswagen Group Sales India Private Limited (NSC). Zabývá se výrobou automobilů Volkswagen, Audi a Škoda přímo v Indii a jejich prodejem, stejně jako i prodejem vozů Porsche a Lamborghini. 
Společnost disponuje dvěma výrobními závody. Továrna v Čakunu u města Puné má kapacitu 180 000 ročně, závod Aurangábád 60 000 kusů za rok.
K únoru 2023 sestával výrobní program závodu Puné z modelů Škoda Kushaq, Škoda Slavia, Volkswagen Virtus a Volkswagen Taigun. Podíl součástí a komponentů vyráběných přímo v Indii je 95%. Závod Aurangábád je zaměřen na kompletaci automobilů ze sestav dílů a skládacích sad dovážených z jiných závodů koncernu (tzv. CKD, SKD sety).

## Fotogalerie

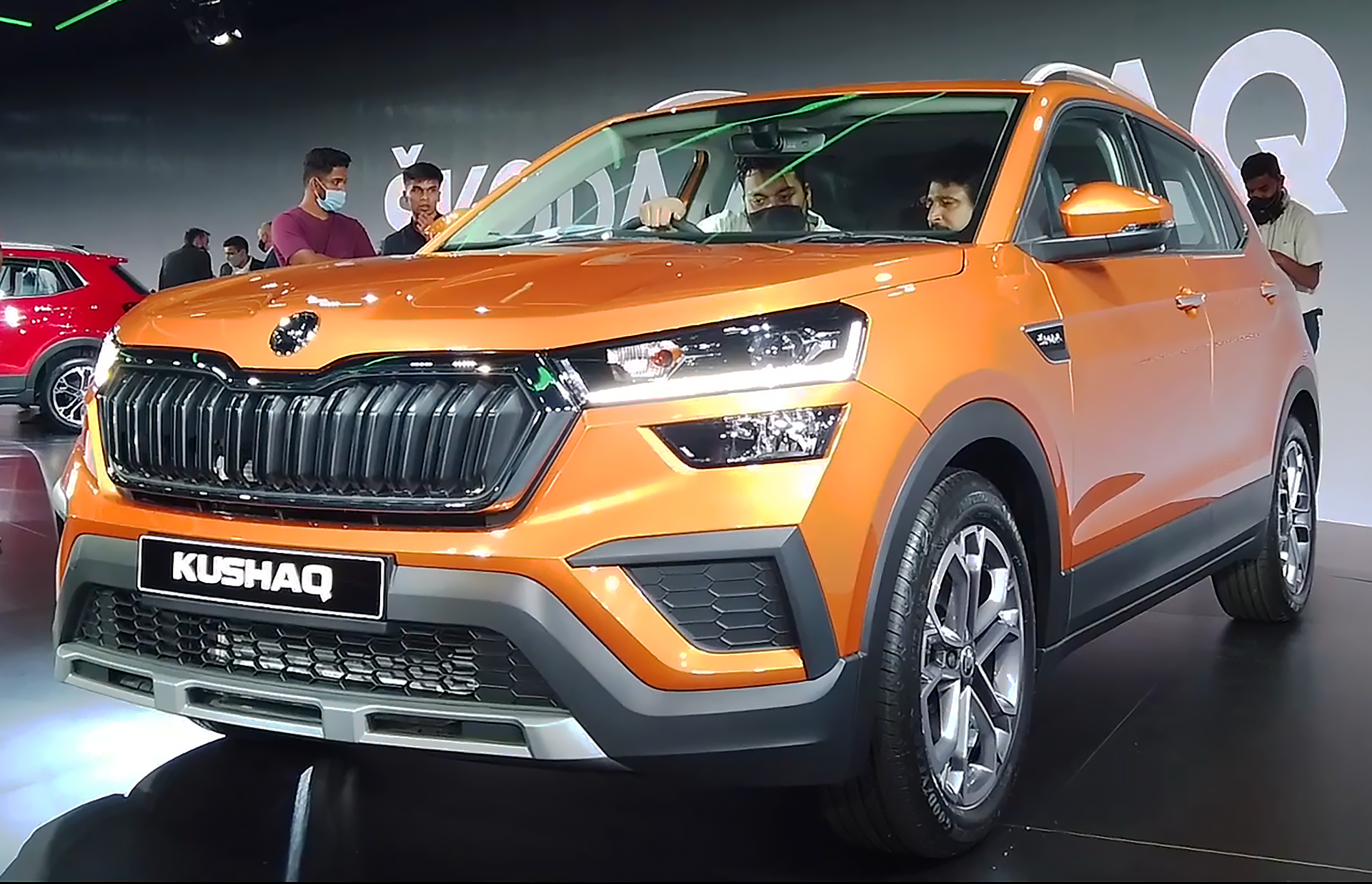
Škoda Kushaq
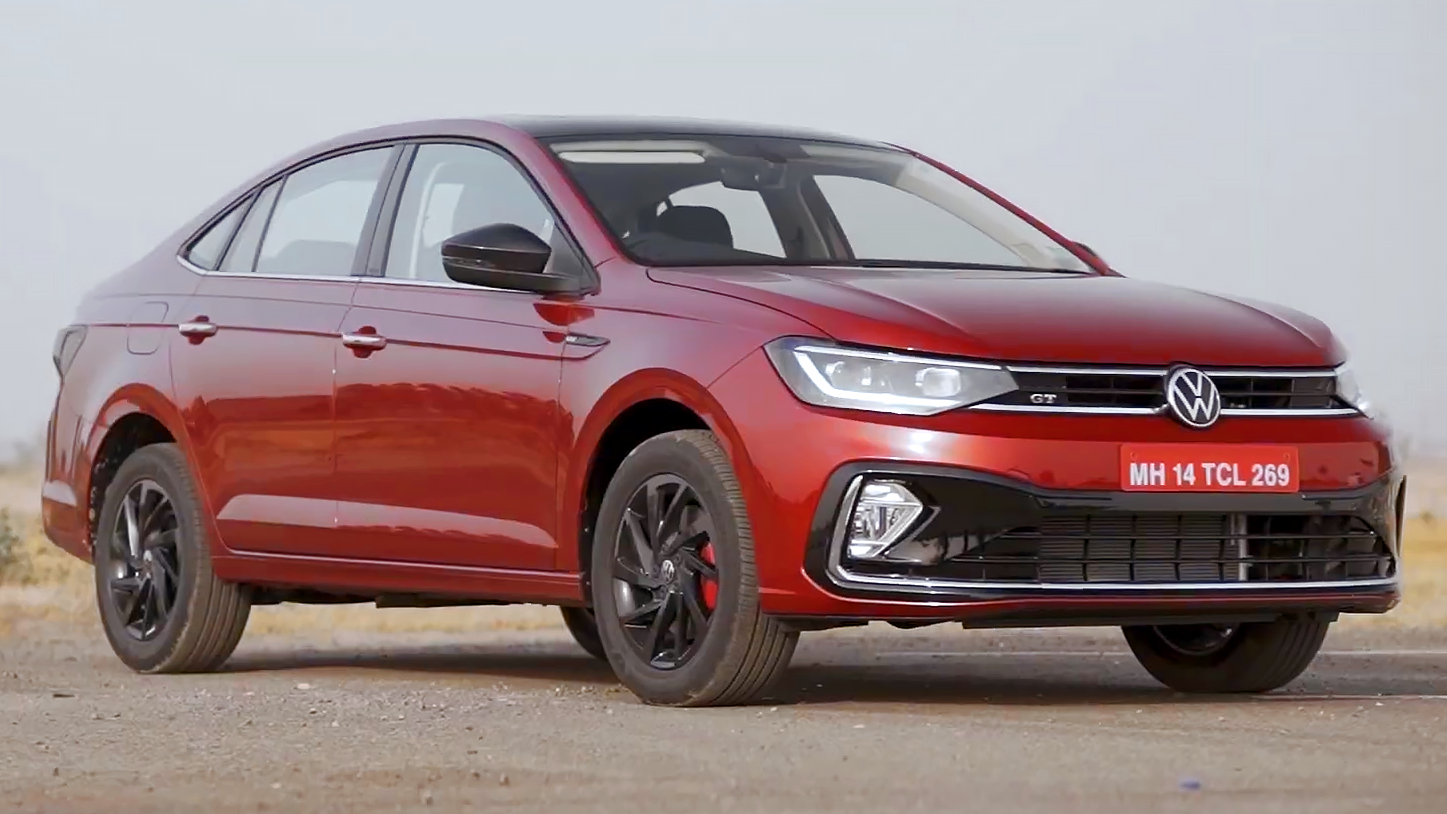
Volkswagen Virtus
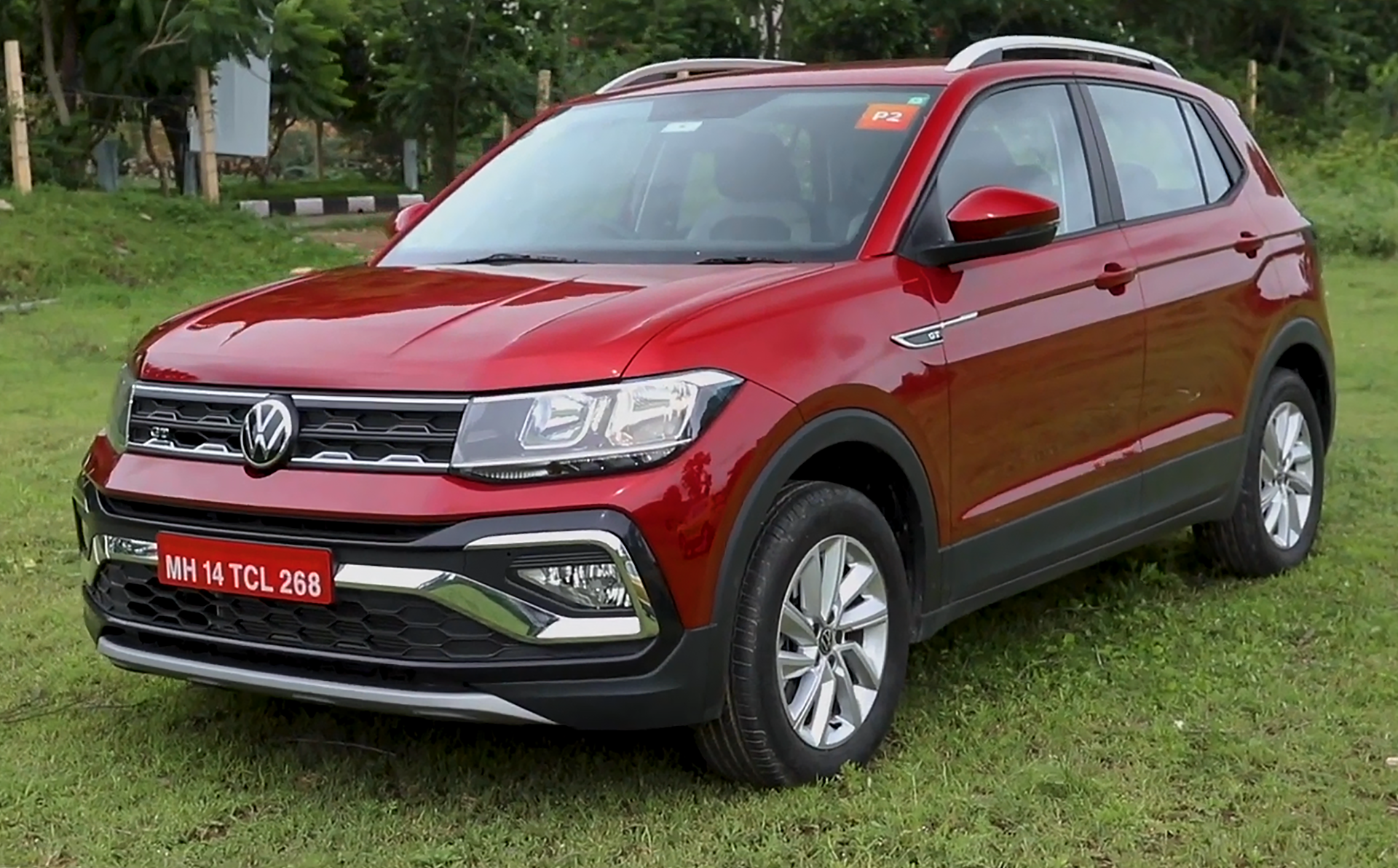
Volkswagen Taigun
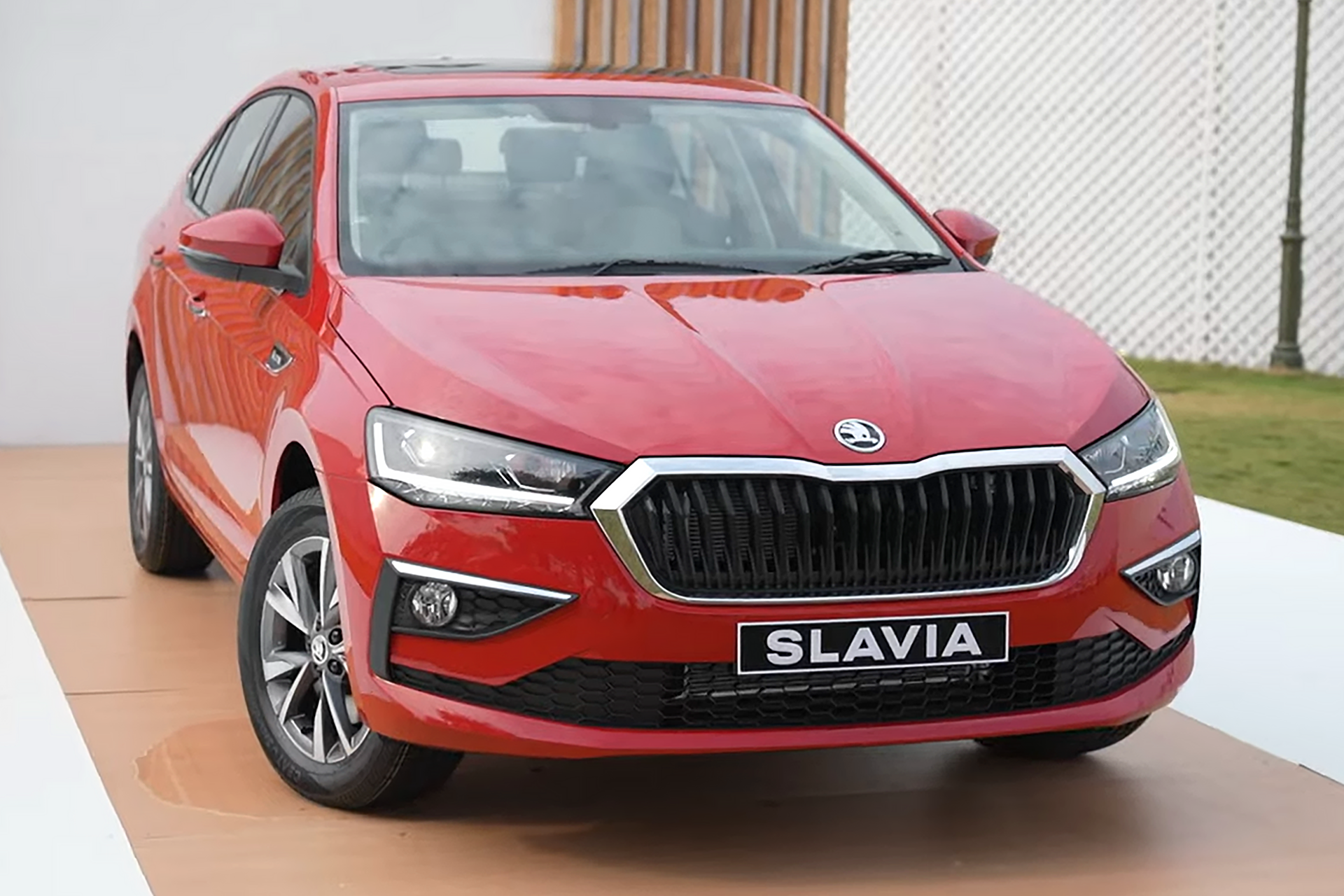
Škoda Slavia